# Non è fortuna
Non è fortuna è un album in studio del gruppo musicale Africa Unite, pubblicato nel 2022 dall'etichetta discografica Africa Unite.

## Descrizione
12 tracce pubblicate sia su CD che su LP.
La canzone Non è fortuna, che è anche il singolo estratto dall'album, è cantata con David Hinds cantante della band britannica Steel Pulse.

## Tracce
1. 7 secondi
2. Non è fortuna (feat. David Hinds)
3. Forty-One Bullets
4. La grande truffa del millennio (feat. Tito Sherpa)
5. Hard Times
6. Tuyo (feat. Tonino Carotone)
7. Bilancio inutile (feat. Brinsley Forde)
8. Amori scarichi (feat. Tito Sherpa)
9. Storia autentica di un sorriso
10. Shame Down Babylon
11. You Are the Only One
12. Non è fortuna (Gaudi dub)

## Formazione
- Bunna - voce, basso
- Madaski - pianoforte, voce
- Marco "Benz" Gentile - chitarra, violino
- Matteo "Mammolo" Mammoliti - batteria
- Ale Soresini - batteria (traccia 10)
- Papa Nico - percussioni
- Marco "Pakko" Catania - basso
- Gabriele "Pera" Peradotto - sassofono
- Paolo "De Angelo" Parpaglione - sassofono
- Luigi "Mr. T-Bone" De Gaspari - trombone
- Luigi "Giotto" Napolitano - tromba
- Patrick "Kikke" Benifei - cori
- Elena "Joy" Castagnoli - cori (traccia 10